# Ивонина, Людмила Фёдоровна
Людмила Фёдоровна Ивонина (5 декабря 1958 года, село Крылово Осинского района Пермской области, СССР) — советский и российский музыкант, скрипачка, заслуженная артистка России, профессор Пермского государственного института культуры, первый солист-концертмейстер оркестра Пермского государственного академического театра оперы и балета им. П. И. Чайковского.

## Биография
В детстве переехала с родителями в Свердловск, где закончила среднюю специальную музыкальную школу и факультет инструментального исполнительства Уральской консерватории имени М. П. Мусоргского по классу профессора, заслуженного артиста России Льва Моисеевича Мирчина.
Ещё во время учёбы начала работать в оркестре, в 1979—1982 годах — артистка оркестра группы I скрипок Свердловского театра оперы и балета им. А. В. Луначарского.
В 1982 году после выпуска из консерватории переехала в Пермь, где до 2017 года работала в оркестре Пермского государственного академического театра оперы и балета им. П. И. Чайковского: с 1983 по 2010 год — второй концертмейстер оркестра, концертмейстер группы I скрипок, с 2010 по 2017 год — первый солист-концертмейстер оркестра.
С сентября 2003 по июнь 2012 года — заведующая кафедрой оркестровых струнных и духовых инструментов Пермской государственной академии искусства и культуры.
С мая 2017 года — профессор Пермского государственного института культуры, заместитель заведующего кафедрой оркестровых струнных и духовых инструментов.
Автор многочисленных книг и статей об исполнительском искусстве, исследователь в области искусствоведения. Имеет более 60 опубликованных работ, в том числе 11 научных статей и 15 книг, включая учебные пособия по исполнительской технике и педагогике.

## Публикации
1. Ивонина, Л. Ф. Мысль, живущая сама по себе. Записки, эссе, рассказы. / Л. Ф. Ивонина. — Екатеринбург : ООО Универсальная Типография «Альфа Принт», 2021. — 554 с.
2. Ивонина, Л. Ф. Избранные статьи (музыкальное исполнительство): учебное пособие / Л. Ф. Ивонина; Перм. гос. ин-т искусства и культуры. — Пермь, 2021. — 360 с.
3. Ивонина, Л. Ф. Введение в специальность (музыкальное исполнительство): учебное пособие. /Л. Ф. Ивонина; Перм. гос. ин-т искусства и культуры. — Пермь, 2021. — 280 с.
4. Ивонина, Л. Ф. Эстрадное волнение музыканта. Двадцать четыре методических эссе / Л. Ф. Ивонина. — Екатеринбург : ООО Универсальная Типография «Альфа Принт», 2019. — 230 с. ISBN 978-5-907080-90-4
5. Ивонина, Л. Ф. Гаммы в классе Л. М. Мирчина. «Карманный» сборник скрипичных гамм и арпеджио с методическими рекомендациями. Учебное пособие / Л. Ф. Ивонина. — Екатеринбург : ООО Универсальная Типография «Альфа Принт», 2019. — 100 с. ISBN 978-5-907080-89-8
6. Ивонина, Л. Ф. Птица Превера. Педагогика искусства или искусство педагогики: три очерка. Издание второе, дополненное. — Екатеринбург: ООО Универсальная Типография «Альфа Принт», 2017. — 280 с. ISBN 978-5-9500336-6-7
7. Ивонина, Л.Ф. «Л. М. Мирчин: жизнь со скрипкой». Биографический очерк и воспоминания. — Екатеринбург: ООО Универсальная Типография «Альфа Принт», 2017. — 106 с. ISBN 978-5-9500336-4-3
8. Ивонина, Л. Ф. «Вникнуть в дух сочинения…». Размышления об искусстве музыкального исполнительства: метод. пособие. В 2 ч. Ч. 2. «Служить мгновенью» / Л. Ф. Ивонина; Перм. гос. акад. искусства и культуры. — Пермь, 2013. — 313 с.
9. Ивонина Л. Ф. «Вникнуть в дух сочинения…». Размышления об искусстве музыкального исполнительства: метод. пособие. В 2 ч. Ч. 1 / Л. Ф. Ивонина; Перм. гос. ин-т искусства и культуры. — Пермь, 2012. — 218 с.
10. Ивонина Л. Ф. Письменная работа по теории и истории исполнительства: метод. пособие для студентов исполнит. специальностей музык. вузов. — Пермь, ПГИИК, 2007. — 102 c.
11. О субъективном и объективном в исполнительском искусстве: Хрестоматия по музыкальной педагогике и исполнительству в 2 ч. — Пермь, ПГИИК, 2007. — 195 с. (I часть), 324 с. (II часть).
12. Ивонина Л. Ф. Педагог и ученик: поиск взаимопонимания. Методические размышления и рекомендации / Л. Ф. Ивонина. — 2-е изд. — Пермь, 2007. — 50 с.
13. Ивонина Л. Ф. Абсолютный слух как психолого-педагогическая проблема. Методический очерк: методическое пособие для студентов и преподавателей средних и высших музыкальных учебных заведений, педагогов музыкальных школ и школ искусств. Перм. гос. ин-т искусства и культуры. — Пермь, 2007. — 84 с.
14. Ивонина Л. Ф. Птица Превера. Детское творчество: школа выживания: Педагогические очерки / Л. Ф. Ивонина. — 2-е изд. — Пермь, 2003. — 120 с.
15. Ивонина Л. Ф., Морозова Н. В. Педагог и ученик: созвучие двух индивидуальностей: Метод. пособ. / Л. Ф. Ивонина. Н. В. Морозова. — 2-е изд. — Пермь, 2003. — 92 с. — (Сер. «Психология глазами музыканта и музыка глазами психолога»).